# 旭川市立旭川中学校
旭川市立旭川中学校（あさひかわしりつあさひかわちゅうがっこう）は、北海道旭川市東旭川南1条に所在する公立中学校。
生徒192名（2024年現在）

## 沿革
- 1947年（昭和22年）
  - 4月1日 - 東旭川村立旭川中学校の設置を認可[1]。
  - 5月12日 - 開校式及び入学式を開催。授業を開始[1]。
- 1950年（昭和25年）4月1日 - 日の出分校を廃止[1]。
- 1953年（昭和28年）10月15日 - 学校図書館を開館[1]。
- 1954年（昭和29年）
  - 4月1日 - 桜岡分校が独立し、桜岡中学校となる[1]。
  - 7月1日 - 校歌を制定[1]。
- 1959年（昭和34年）8月15日 - 町制施行により東旭川町立旭川中学校に改称。
- 1963年（昭和38年）8月15日 - 旭川市と東旭川町が合併し、旭川市立旭川中学校に改称[1]。
- 1968年（昭和43年）5月28日 - 学校給食を開始[1]。
- 2002年（平成14年）12月1日 - 校訓を制定[1]。
- 2007年（平成19年）4月1日 - 旭川市立旭川第一中学校と統合[1]。
- 2015年（平成27年）
  - 4月1日 - 旭川市小中連携教育モデル校事業指定校に指定[1]。
  - 10月1日 - 北海道「小中一貫推進事業」指定校に指定[1]。

## 教育目標
- 開拓精神を受け継ぎ、輝かしい未来を築く 心身ともにたくましい生徒の育成を目指して[1]
  - 自ら学び、知性豊かな人になろう[1]
  - 美を愛し、豊かな心を持つ人になろう[1]
  - 健康な身体を養い、実行力のある人になろう[1]

## 学校行事
学校行事は以下の通り。
- 4月 - 始業式、入学式、学力テスト
- 5月 - 修学旅行（3年）
- 6月 - 定期テスト1
- 7月 - 宿泊研修（2年）、1学期終業式、夏季休業
- 8月 - 2学期始業式、学力テスト
- 9月 - 学力テストA（3年）
- 10月 - 学力テストB（3年）、定期テスト2（3年）
- 11月 - 学力テストC（3年）、三者面談（3年）、定期テスト2（1・2年）
- 12月 - 学力テスト模擬（3年）、2学期終業式、冬季休業
- 1月 - 3学期始業式、定期テスト3（3年）
- 2月 - 学力テスト（1・2年）、定期テスト3（1・2年）
- 3月 - 卒業式、修了式、学年末休業

## 部活動
体育部
- 野球部
- バレーボール部
- ソフトテニス部
- 卓球部
- 柔道部

文化部
- 吹奏楽部
- 美術部

## 通学区域
通学区域は以下の通り。
- 工業団地1条1丁目 - 3丁目
- 工業団地2条1丁目 - 3丁目
- 工業団地3条1丁目 - 3丁目
- 工業団地4条1丁目 - 3丁目
- 工業団地5条2丁目 - 3丁目
- 東旭川北1条2丁目 - 8丁目
- 東旭川北2条5丁目 - 7丁目
- 東旭川北3条5丁目 - 6丁目
- 東旭川南1条2丁目 - 8丁目
- 東旭川南2条3丁目
- 東旭川南2条6丁目
- 東旭川町上兵村
- 東旭川町下兵村207番地 - 519番地
- 東旭川町共栄114番地、209番地 - 211番地、305番地
- 東旭川町旭正
- 東旭川町忠別
- 東旭川町日ノ出
- 東旭川町倉沼
- 東旭川町豊田10番地 - 13番地、16番地 - 715番地
- 東旭川町米原
- 東旭川町瑞穂

## 出身小学校
- 旭川市立旭川小学校[5]

## 交通アクセス
鉄道
- JR石北本線東旭川駅より徒歩13分。

バス
- 旭川電気軌道「東旭川1条6丁目」停留所下車、徒歩5分。